# Myopterus
Myopterus — рід рукокрилих родини молосових.

## Види
- Myopterus daubentonii (Desmarest, 1820)
- Myopterus whitleyi (Scharff, 1900)

## Морфологія
Морфометрія. Голова і тіло довжиною близько 56-66 мм, довжина хвоста становить близько 25-33 мм, передпліччя близько 33-37 мм. 
Опис. Верх тіла темно-коричневого кольору, а низ тіла від світлого червонувато-жовтого кольору до білого. Цей рід нагадує деяких інших молосових зовнішніми ознаками, але відрізняється від них характеристиками черепа і зубів. Округлі зверху вуха коротші, ніж голова.

## Стиль життя
Myopterus, ймовірно, більш маневрені в польоті, ніж більшість молосових, і М. whitleyi споживає менший, м'якотілий видобуток, в той час як M. daubentonii харчується здобиччю з твердою оболонкою.